# Oreobates machiguenga
Espèce
Oreobates machiguenga est une espèce d'amphibiens de la famille des Craugastoridae.

## Répartition
Cette espèce est endémique de la province de La Convención dans la région de Cuzco au Pérou. Elle se rencontre vers 1 400 m d'altitude dans la cordillère de Vilcabamba dans la vallée du río Kimbiri.

## Description
La femelle holotype mesure 32,7 mm

## Étymologie
Cette espèce est nommée en référence aux amérindiens Matsigenka.

## Publication originale
- Padial, Chaparro, Castroviejo-Fisher, Guayasamin, Lehr, Delgado, Vaira, Teixeira, Aguayo & De La Riva, 2012 : A revision of species diversity in the Neotropical genus Oreobates (Anura: Strabomantidae), with the description of three new species from the Amazonian slopes of the Andes. American Museum Novitates, no 3752, p. 1-55 (texte intégral).